# Dance Dance Revolution 5thMIX
Dance Dance Revolution 5thMIX es el quinto videojuego arcade y el último de PlayStation de la serie Dance Dance Revolution publicada por Konami el 27 de marzo de 2001. A pesar de ser exclusivo de Japón, algunas máquinas están disponibles a nivel mundial. Se agregan 40 canciones a la lista de 124 canciones en total, 4 de ellas son canciones largas (que duran entre 3 y 4 minutos) y otras 9 se desbloquean con código o por intervención del operador de la máquina.

## Cambios
- Es la última versión para elegir personajes (antes del lanzamiento del DDR Supernova 1), Naoki Maeda es seleccionable como Naoki en P1 y N.M.R. en P2.
- Se introduce la rueda de canciones, que ocupa la mitad derecha de la pantalla, mientras que en la mitad izquierda está el banner, BPM, dificultades y puntajes.
- En la versión de PlayStation, tiene el soporte Link para sus próximas arcades, DDRMAX, DDRMAX2 y DDR Extreme
- Cambia el algoritmo de puntaje: 5.000.000 + (Nº de pasos * 5.000.000), el tope de las canciones con 9 pasos es de 50.000.000
- Artistas como el Grupo BeForU hacen su aparición.
- Es la única versión en incluir canciones largas, si una etapa dura 90 segundos hasta esta versión o hasta 2:30 en las secuelas, una canción larga dura entre 3 y 5 minutos, requiriéndose 2 etapas de juego, por lo tanto, se eliminan las canciones largas en sus secuelas. En DDR X, se implementó 5 X-mixes, que también son largas, y son remixes de ciertas canciones.
- Se elimina el modo Nonstop para la arcade, hasta DDR Extreme, donde es reactivado.
- También es la primera versión en eliminar varias canciones de forma masiva debido a problemas de espacio.
- Soporta ahora canciones que tienen detenciones de tiempo. Los jugadores deben estar atentos a las detenciones. Otras series de juegos lo incluyen pero  series como beatmania IIDX no son soportados, añadiendo espacio entre notas o cambios de velocidad como reemplazo.

## Lista de canciones
La lista de la versión arcade, contiene las 124 canciones. Amarilla para las canciones bloqueadas, verde para la entrega actual y azul para entregas anteriores. La marca () contiene dificultad beginner. Canciones largas (marcadas con la frase Long Version) ocupa 2 canciones consecutivas. La entrega de PSX contiene una lista similar a esta, pero reducida en parte.
Nota: no se incluye la lista de las versiones caseras
| N.º | Beginner            | Canciones                                              | Artistas                        |
| --- | ------------------- | ------------------------------------------------------ | ------------------------------- |
| 1   | Beginner level song | "Abyss"                                                | DJ Taka                         |
| 2   | Beginner level song | "サナ・モレッテ・ネ・エンテ" (Sana・Mollete・Ne・Ente) | Togo Project feat. Sana         |
| 3   |                     | "I Was the One"                                        | Good-Cool                       |
| 4   |                     | "Mr.T.(Take Me Higher)"                                | Risky Men feat. Asuka. M        |
| 5   |                     | "Absolute"                                             | DJ Taka                         |
| 6   |                     | "The Cube"                                             | DJ Suwami                       |
| 7   |                     | "DXY!"                                                 | Taq                             |
| 8   |                     | "Radical Faith"                                        | Taq                             |
| 9   |                     | "Electro Tuned (The SubS Mix)"                         | Taq                             |
| 10  | Beginner level song | "Remember You"                                         | NM feat Julie                   |
| 11  | Beginner level song | "おどるポンポコリン" (Odoru Ponpokorin)                | Captain Jack                    |
| 12  | Beginner level song | "17才" (17 Sai)                                        | Bambee                          |
| 13  | Beginner level song | "Dancing All Alone"                                    | Smile.dk                        |
| 14  | Beginner level song | "Oops!... I Did it Again" Long Version                 | Rochelle                        |
| 15  |                     | "Swing It"                                             | Bus Stop                        |
| 16  |                     | "Test My Best"                                         | E-Rotic                         |
| 17  |                     | "Right Now"                                            | Atomic Kitten                   |
| 18  |                     | "Against All Odds (Definitive Mix)"                    | Dejavu featuring Tasmin         |
| 19  |                     | "Be Together"                                          | Ni-Ni                           |
| 20  |                     | "The Twist (Double Pump Mix)"                          | Liberty All Staz                |
| 21  |                     | "Movin On (Extended Moon Mix)"                         | Ellen Gee                       |
| 22  |                     | "ロマンスの神様" (Romansu no Kamisama)                 | Judy Crystal                    |
| 23  |                     | "Never Ending Story"                                   | DJ-AC-DC                        |
| 24  |                     | "Healing Vision"                                       | De-Sire                         |
| 25  |                     | "Hot Limit" Long Version                               | John Desire                     |
| 26  |                     | "Moonlight Shadow (New Vocal Version)"                 | Missing Heart                   |
| 27  |                     | "My Generation (Fat Beat Mix)"                         | Captain Jack                    |
| 28  |                     | "Dive"                                                 | Be For U                        |
| 29  |                     | "Dynamite Rave (Long ver.)" Long Version               | Naoki                           |
| 30  |                     | "Broken My Heart"                                      | Naoki feat.Paula Terry          |
| 31  |                     | "祭 Japan" (Matsuri Japan)                             | Re-Venge                        |
| 32  |                     | "Ecstasy"                                              | D-Complex                       |
| 33  |                     | "Still In My Heart"                                    | Naoki                           |
| 34  |                     | "Tribal Dance (Almighty Mix)"                          | 2 Unlimited                     |
| 35  |                     | "Afronova Primeval"                                    | 8-Bit                           |
| 36  |                     | "B4U Glorious Style" Long Version                      | Naoki                           |
| 37  |                     | "Can't Stop Fallin' In Love (Speed Mix)"               | Naoki                           |
| 38  |                     | "Insertion"                                            | Naoki Underground               |
| 39  |                     | "No Limit (RM Remix)"                                  | 2 Unlimited                     |
| 40  |                     | "Paranoia Eternal"                                     | STM 200                         |
| 41  |                     | "1,2,3,4,007"                                          | Ni-Ni                           |
| 42  |                     | "Baby Baby Gimme Your Love"                            | Divas                           |
| 43  |                     | "Xanadu"                                               | Olivia Project                  |
| 44  |                     | "The 7 Jump"                                           | Ken D                           |
| 45  |                     | "Only You"                                             | Captain Jack                    |
| 46  |                     | "Eat You Up"                                           | Angie Gold                      |
| 47  |                     | "Let's Talk It Over"                                   | Shin Murayama feat. Argie Phine |
| 48  |                     | "Gotcha (The Theme from Starsky & Hutch)"              | Andy G's Magic Disco Machine    |
| 49  |                     | "Butterfly"                                            | Smile.dk                        |
| 50  |                     | "Gimme Gimme Gimme"                                    | E-Rotic                         |
| 51  |                     | "Hero (KCP Discotique Mix)"                            | Papaya                          |
| 52  |                     | "Shake Your Booty"                                     | KC & The Sunshine Band          |
| 53  |                     | "Higher"                                               | NM feat. Sunny                  |
| 54  |                     | "It Only Takes a Minute (Extended Mix)"                | Tavares                         |
| 55  |                     | "Bumble Bee"                                           | Bambee                          |
| 56  |                     | "Cafe"                                                 | D.D.Sound                       |
| 57  |                     | "Have You Never Been Mellow (MM Groovin' Mix)"         | The Olivia Project              |
| 58  |                     | "In the Heat of the Night"                             | E-Rotic                         |
| 59  |                     | "Never Gonna Make (Factory Dance Team Mix)"            | Morgana                         |
| 60  |                     | "Never Let You Down"                                   | Good-Cool feat. JP Miles        |
| 61  |                     | "Walkie Talkie"                                        | King Kong & D.Jungle Girls      |
| 65  |                     | "Young Forever"                                        | Rebecca                         |
| 66  |                     | "Can't Stop Fallin' In Love"                           | Naoki                           |
| 67  |                     | "Cat's Eye(Ventura Mix)"                               | E-Rotic                         |
| 68  |                     | "Conga Feeling"                                        | Vivian                          |
| 69  |                     | "Na-Na"                                                | Bus Stop                        |
| 70  |                     | "Orion.78(AMEuro-Mix)"                                 | Re-Venge                        |
| 71  |                     | "Kick the Can"                                         | Bus Stop                        |
| 72  |                     | "Let the Beat Hit Em!"                                 | Stone Bros.                     |
| 73  |                     | "Night in Motion"                                      | Cubic22                         |
| 74  |                     | "Petit Love"                                           | Smile.dk                        |
| 75  |                     | "Era (NostalMix)"                                      | Taq                             |
| 76  |                     | "Get Me in Your Sight (AMD Cancun Mix)"                | Symphonic Defoggers with 1479   |
| 77  |                     | "Do Me (H.I.G.E.O. Mix)"                               | Mustache Men                    |
| 78  |                     | "Lupin the 3rd '78"                                    | Ventura                         |
| 79  |                     | "My Summer Love"                                       | Mitsu-O! with Geila             |
| 80  |                     | "Wild Rush"                                            | Factor-X                        |
| 81  |                     | "Brilliant 2U"                                         | Naoki                           |
| 82  |                     | "Don't Stop!(AMD 2nd Mix)"                             | Dr. Vibe feat. JP Miles         |
| 83  |                     | "Pink Dinosaur"                                        | Papaya                          |
| 84  |                     | "Shooting Star"                                        | Bang                            |
| 85  |                     | "B4U"                                                  | Naoki                           |
| 86  |                     | "Synchronized Love (Red Monster Hyper Mix)"            | Joe Rinoie                      |
| 87  |                     | "Burnin' the Floor"                                    | Naoki                           |
| 88  |                     | "Celebrate Nite"                                       | N.M.R                           |
| 89  |                     | "Dam Dariram(KCP Mix)"                                 | Joga                            |
| 90  |                     | "Dream a Dream"                                        | Captain Jack                    |
| 91  |                     | "Hero(Happy Grandale Mix)"                             | Papaya                          |
| 92  |                     | "La Senorita"                                          | Captain.T                       |
| 93  |                     | "Love Again Tonight (For Melissa Mix)"                 | Naoki feat. Paula Terry         |
| 94  |                     | "Make Your Move"                                       | Good-Cool feat. JP Miles        |
| 95  |                     | "Music"                                                | Habegale                        |
| 96  |                     | "One Two(Little Bitch)"                                | Bus Stop                        |
| 97  |                     | "Boys(Euro Mix)"                                       | Smile.dk                        |
| 98  |                     | "Dam Dariram"                                          | Joga                            |
| 99  |                     | "Dub-I-Dub"                                            | Me & My                         |
| 100 |                     | "Holic"                                                | Taq                             |
| 101 |                     | "Hysteria"                                             | Naoki 190                       |
| 102 |                     | "If You Were Here (B4 Za Beat Mix)"                    | Jennifer                        |
| 103 |                     | "Sky High"                                             | Lucyfer                         |
| 104 |                     | "Theme from Enter the Dragon (Revival 2001 Mix)"       | B3-Project                      |
| 105 |                     | "Rhythm and Police (K.O.G G3 Mix)"                     | CJ Crew feat. Christian D       |
| 106 |                     | "Wonda(Speed K Mix)"                                   | MM                              |
| 107 |                     | "End of the Century"                                   | No.9                            |
| 108 |                     | "Luv to Me(AMD Mix)"                                   | DJ Kazu feat.Tiger Yamato       |
| 109 |                     | "Captain Jack (Grandale Remix)"                        | Captain Jack                    |
| 110 |                     | "Furuhata's Theme"                                     | C.J.Crew feat.Sedge             |
| 111 |                     | "If You Were Here"                                     | Jennifer                        |
| 112 |                     | "Sexy Planet"                                          | Crystal Aliens                  |
| 113 |                     | "I Believe in Miracles"                                | Hi-Rise                         |
| 114 |                     | "Stomp to My Beat"                                     | JS16                            |
| 115 |                     | "Super Star"                                           | DJ.Rich feat. Tail Bros.        |
| 116 |                     | "Hypnotic Crisis"                                      | Blue Destroyers                 |
| 117 |                     | "Boom Boom Dollar (K.O.G G3 Mix)"                      | King Kong & D.Jungle Girls      |
| 118 |                     | "Drop Out"                                             | NW260                           |
| 119 |                     | "Dead End"                                             | N & S                           |
| 120 |                     | "Dynamite Rave"                                        | Naoki                           |
| 121 |                     | "Leading Cyber"                                        | DJ Taka                         |
| 122 |                     | "Trip Machine Climax"                                  | De-Sire                         |
| 123 |                     | "Paranoia Evolution"                                   | 200                             |
| 124 |                     | "Paranoia Max (Dirty Mix)"                             | 190                             |

## Música notable
- Paranoia Eternal: esta composición a 200 BPM no fue creado por Naoki sino por uno de los 2 autores llamados Takeshi Matsumoto y Mitsugu Matsumoto, uno de ellos bajo el nombre de STM 200.
- El grupo BeForU aparece en DDR Extramix para PlayStation, Naoki seleccionó inicialmente a Shiyuna Maehara, Noria Shiraishi, Riyu Kosaka y Yoma Komatsu. Su primer sencillo, DIVE, aparece en 5thMIX.